# عیش‌آباد (شریف‌آباد)
عیش‌آباد یک روستا در ایران است که در دهستان شریف‌آباد (سیرجان) واقع شده‌است.